# الجلبية (عين العرب)
الجلبية  قرية سوريّة تتبع إداريّاً لمحافظة حلب منطقة عين العرب ناحية الجلبية، بلغ تعداد سكانها 411 نسمة حسب التعداد السكاني لعام 2004.